# Joaquim José Insley Pacheco
Joaquim José Insley Pacheco   (Cabeceiras de Basto, 31 de març de 1830 - Rio de Janeiro, 14 d'octubre de 1912), de naixement Joaquim José Pacheco, va ser un fotògraf, pintor, professor i retratista portuguès que va viure i treballar en el Brasil.
Nascut a Portugal, fill de Maria Antónia da Conceição i José António Pacheco, amb 13 anys va traslladar-se al Brasil, durant el periode imperial. Entre els anys 1849 i 1851, va estudiar a Nova York amb Mathew Brady, un gran fotògraf de l'època, i amb els daguerrotipistes Jeremiah Gurney i Henry E. Insley, de qui prengué el cognom com a pseudònim.
En tornant al Brasil, després de treballar en diferents ciutats del nord-est, va mudar-se a Rio de Janeiro, on va obrir un estudi fotogràfic en la zona noble de la capital. Gràcies a la qualitat del seu treball, va rebre el 1855 el càrrec de Fotògraf Oficial de la Casa Imperial i, a Portugal, el títol de Cavaller de l'Orde de Crist. La seva obra retrata la família real, polítics i aristòcrates del seu temps. Va participar d'exposicions de l'Acadèmia Imperial de Belles Arts de 1859, 1864, 1865, 1866, 1867, 1868, 1875, rebent una medalla de plata en el saló de 1866. El 1865 havia guanyat el Primer Premi de l'Exposició Internacional de Porto, fet que va repetir en l'Exposició Universal de 1904, als Estats Units.
Va estudiar pintura i dibuix amb François-René Moreaux i Karl Linde. A més d'això, va ser deixeble d'Arsênio da Silva, amb qui va aprendre tècniques en tèmpera gouache. Va ser també un eximi paisatgista.